# Ґромін
Ґромін (пол. Gromin) — село в Польщі, у гміні Пултуськ Пултуського повіту Мазовецького воєводства.
Населення — 203 особи (2011).
У 1975-1998 роках село належало до Цехановського воєводства.

## Демографія
Демографічна структура станом на 31 березня 2011 року:
|          | Загалом | Допрацездатний вік | Працездатний вік | Постпрацездатний вік |
| -------- | ------- | ------------------ | ---------------- | -------------------- |
| Чоловіки | 106     | 21                 | 74               | 11                   |
| Жінки    | 97      | 20                 | 59               | 18                   |
| Разом    | 203     | 41                 | 133              | 29                   |